# حلها وإحتلها (برنامج)
حلها وإحتلها برنامج ألعاب وتسلية بعنوان قدمه طوني بارود وكارين دير كالوستيان وهو النسخة العربية لبرنامج مماثل فرنسي بعنوان «Fort boyard» بالعربية قلعة بويار

## نبذة عن البرنامج
من إعداد ميشال سنان ولارا فاضل بادارة واخراج فرنسي أما المشاركون فيه فهم من الوجوه المعروفة في الوسط الاعلامي والرياضي والفني، قلعة في وسط البحر ويمر الفريق في عدة مراحل ضمن الحلقة الواحدة تخوله الوصول في النهائيات إلى الكنز المرصود. وجسد الممثل اللبناني غابريل يمين شخصية «العالم فراس» الذي يساعد الفريق على حل الفوازير المعدة له 